# Alice et le Carnet vert
Alice et le Carnet vert (titre original : The Clue in the Diary, littéralement : « L'Indice dans le Journal intime ») est le septième roman de la série américaine Alice (Nancy Drew en VO) écrit par Caroline Quine, nom de plume collectif de plusieurs auteurs. L'auteur de ce roman est Mildred Wirt Benson.
Dans ce roman, Alice est amenée à déterminer si un homme à qui appartient un mystérieux carnet vert a criminellement incendié une maison d'habitation et pourquoi il a disparu depuis. Elle va tenter de le retrouver et de découvrir qui a incendié cette maison, et pourquoi.

## Résumé
Remarque : le résumé est basé sur les éditions cartonnées non abrégées parues de 1964 à 1985 en langue française.

### Mise en place de l'intrigue
Dans une fête foraine, Alice, Bess et Marion font la connaissance de Mme Doll et de sa fillette, Christine (surnommée « Douce »). M. Doll n'a plus donné signe de vie à sa famille depuis plusieurs semaines, et depuis, son épouse et sa fille sont sans ressources et vivent dans le dénuement. Sur le chemin du retour, Alice et ses amies aperçoivent, depuis la route, un début d'incendie au manoir de Félix Raibolt, un homme d'affaires fortuné à la mauvaise réputation. Accourues sur les lieux pour porter secours, les trois amies voient un homme qui contemple les flammes et qui s'enfuit à la vue des jeunes filles. Son attitude suspecte fait penser à Alice qu'il pourrait être l'incendiaire. Les voisins accourus sur le lieu du sinistre rassurent la jeune fille en l'informant que la bâtisse est inoccupée depuis plusieurs mois. Près de l'endroit où se tenait l'inconnu, Alice trouve un carnet rédigé en suédois. Quelques phrases sont cependant écrites en anglais : quelle n'est pas la surprise de la jeune détective lorsqu'elle y lit l'adresse de Mme Doll ! Son mari aurait-il mis le feu à la demeure de Félix Raibolt ? Alice souhaite faire traduire le carnet vert mais la seule personne qu'elle connaît et qui sait lire le suédois, M. Peterson, ne peut pas l'aider pour des raisons médicales.

### Enquête et aventures
Peu de temps après, Alice fait la connaissance d'un jeune homme de 19 ans, Ned Nickerson. Celui-ci lui offre son aide pour résoudre l'énigme de l'incendie de la maison Raibolt et celle de la disparition étrange de M. Doll. Ned a lui-aussi découvert un objet près de la bâtisse incendiée : une chevalière portant des initiales, qui se révèlent être celles de Joe Doll.
Alice, Bess et Marion se rendent au domicile de Mme Doll pour en apprendre davantage sur la disparition de son époux. Il apparaît que Mme Doll ignore tout des raisons de cette disparition et qu'elle manque d'argent. Alice décide de tout faire pour retrouver M. Doll.
Les trois aventurières recherchent activement dans le voisinage la présence éventuelle de M. Doll. Au début du roman, la voiture d'Alice avait été emboutie par un chef d'entreprise, M. Picock. Se rendant à son entreprise pour se faire rembourser des réparations au véhicule, Alice aperçoit M. Doll, quittant l'entreprise à la fin de sa journée de travail. 
Une conversation avec lui permet de lever plusieurs doutes : il se trouvait effectivement près de la bâtisse au moment où l'incendie s'est déclaré, il avait perdu son carnet vert ainsi que sa chevalière, il a effectivement quitté femme et enfant brusquement. Sur ce dernier sujet, il est atterré d'apprendre que sa femme n'a plus d'argent pour vivre. Il assure à Alice que depuis son embauche dans l'usine de M. Picock, il a régulièrement envoyé des mandats-cash à son épouse pour lui permettre de vivre correctement. Concernant sa disparition, il explique à Alice qu'il a eu peur d'être accusé de l’incendie du manoir Raibolt et de la mort éventuelle et des époux Raibolt. Il affirme qu'il n'est pour rien dans cet incendie et qu'il devait rencontrer, le soir du sinistre, M. Raibolt au sujet du versement par ce dernier des droits d'auteur découlant d'une invention que Doll avait faite et qu'il avait remise à Raibolt (lequel ne l'avait rémunéré que chichement).
Alice pense que M. Doll lui dit la vérité, mais comment le prouver ? Et comment faire pour que l'épouse reçoive les paiements ?
Sur ce dernier point, Alice et ses amies, avec Ned, enquêtent sur la disparition étrange des mandats-cash envoyés par M. Doll à son épouse. Au terme d'une enquête rondement menée, les trois jeunes femmes découvrent qu'un postier avait commis des abus de confiance répétés en gardant pour lui les sommes remises par divers clients de l'agence postale.
Une fois découverte la raison de l'absence de réception des sommes envoyées par son époux à Mme Doll, les aventurières vont voir celle-ci et la rassurent : son époux est vivant et lui a bien envoyé de l’argent.
Les aventurières, aidées de Ned, décident alors de retrouver M. Raibolt : si celui-ci est vivant, nul ne pourra suspecter M. Doll de l'avoir tué. Mais alors que les jeunes gens échafaudent leurs plans, M. Doll est interpellé par la police et placé en garde à vue. Il est soupçonné de l'incendie criminel du manoir Raibolt et de la mort possible de ses occupants. Néanmoins la police ne dispose ni du carnet vert recueilli par Alice, ni de la chevalière trouvée par Ned.

### Dénouement et révélations finales
Alice, Bess et Marion font traduire le carnet vert de M. Doll par le boulanger-pâtissier lisant le suédois, M. Peterson. Une phrase dans le carnet retient l'attention d'Alice : M. Doll et M. Raibolt avaient rendez-vous le soir de l'incendie. Elle suggère que M. Raibolt, s'il est vivant, pourrait revenir dans sa maison incendiée pour y récupérer des affaires personnelles et des documents secrets, notamment le brevet d'invention de M. Doll. La police venant de cesser de surveiller les lieux, Alice propose à ses amies de se « mettre en planque » pour les surveiller. 
En pleine nuit, alors que Bess et Marion se sont endormies, Alice entend du bruit. Il s'agit de M. Raibolt qui vient chercher des documents dans une cachette secrète. Alice intervient mais l'homme se débat. Il est recueilli par Ned et James Roy qui se trouvaient non loin de là. Félix Raibolt est amené au commissariat de police. La vérité éclate au grand jour : c'est lui qui avait incendié sa propre demeure pour faire croire à la culpabilité de M. Doll et pour que Mme Raibolt perçoive ultérieurement les indemnités de l'assurance. Non seulement il s'agissait d'une fraude à l'assurance, mais au surplus dans l'optique de faire accuser un innocent. Les plans de l'invention sont restitués à M. Doll, qui est immédiatement libéré ; il rejoint son épouse et sa fille.

## Personnages

### Personnages récurrents
- Alice Roy : jeune détective amateur blonde, orpheline de mère, fille de James Roy.
- James Roy : avoué[2] de renom, père d'Alice Roy, veuf.
- Bess Taylor : blonde et rondelette, une des meilleures amies d'Alice.
- Marion Webb : brune et sportive, cousine germaine de Bess Taylor et une des meilleures amies d'Alice.
- Ned Nickerson : jeune homme brun et athlétique, étudiant à l'université d'Emerson. Ce personnage apparaît ici pour la première fois ; il deviendra l'ami et le « chevalier servant » d'Alice dans tous les romans qui suivront.
- Sarah : la vieille bonne des Roy, qui a élevé Alice.

### Personnages spécifiques au roman
- Joe Doll (Mr. Swenson en VO) : inventeur, escroqué par Félix Raibolt, soupçonné d'incendie criminel.
- Mme Doll (Mrs. Swenson en VO) : son épouse.
- Christine Doll (surnommée « Douce ») : cinq ans, fille des époux Doll.
- Félix Raibolt (Felix Raybolt en VO) : homme d'affaires.
- Mme Raibolt : son épouse.
- Arnold Taff : inventeur escroqué et client de James Roy.
- M. Picock : directeur d'usine.
- M. Peterson : boulanger-pâtissier.

### Personnage de Ned Nickerson
Dans les éditions françaises de Alice et le Carnet vert publiées avant l'an 2000, le personnage de Ned Nickerson y apparaissait pour la première fois et ne connaissait ni Alice ni ses amies. 
Ce n'est pas le cas des récentes rééditions de ce titre : tous les passages relatifs à cette première rencontre entre Alice et Ned ont été entièrement supprimés et réécrits de façon à faire paraître qu'Alice et Ned se connaissent depuis longtemps, et que Ned connaît également Bob et Daniel (lesquels, dans les versions originales non retouchées, n’apparaitront que dans le dix-neuvième volume, Alice dans l'île au trésor). Alice et le Carnet vert est de facto le roman qui a subi le plus de modifications lors des récentes rééditions.

## Publications
Aux États-Unis, le roman a été publié pour la première fois en 1932 par Grosset & Dunlap (New York). 
En France, il est paru pour la première fois en 1964 aux éditions Hachette Jeunesse dans la collection « Bibliothèque verte » sous le no 254, et dans une version abrégée par rapport à l'édition originale américaine. Ce titre n'est donc jamais paru en France dans sa version originale non abrégée. C'est la version américaine de 1962, déjà abrégée par rapport à l'édition d'origine, qui a été éditée dans l'Hexagone.

### Éditions françaises
Note : Toutes les éditions ont paru aux éditions Hachette Jeunesse.
- 1964 : Alice et le Carnet vert — coll. « Bibliothèque verte » no 254, cartonné, texte original[4]. Illustré par Albert Chazelle. Traduction de Anne Joba. 20 chapitres. 188 p.  ;
- 1975 : Alice et le Carnet vert — coll. « Bibliothèque verte », cartonné, texte original. Couverture de Guy Maynard, illustrations intérieures de Albert Chazelle. Traduction de Anne Joba. 20 chapitres. 188 p.  ;
- 1978 : Alice et le Carnet vert — coll. « Idéal-Bibliothèque », cartonné, texte légèrement abrégé. Illustré par Jean-Louis Mercier. Traduction de Anne Joba. 20 chapitres. 184 p.  ;
- 1983 : Alice et le Carnet vert — coll. « Masque Jeunesse », format poche souple, texte original. Illustré par Philippe Daure ;
- 1985 : Alice et le Carnet vert — coll. « Bibliothèque verte »[5], format poche mi-souple, texte original. Illustré par Philippe Daure ;
- 1998 : Alice et le Carnet vert — coll. « Bibliothèque verte », format poche souple, texte original. Nouvelles illustrations de Philippe Daure ;
- 2007 : Alice et le Carnet vert — coll. « Bibliothèque verte », format poche mi-souple, texte abrégé et modifié. Illustrations de Marguerite Sauvage. Traduction de Anne Joba. 20 chapitres. 186 p.